# Skinty Fia
Skinty Fia è il terzo album in studio del gruppo musicale irlandese Fontaines D.C., pubblicato il 22 aprile 2022 dalla Partisan Records.
Si tratta del primo disco del gruppo ad essersi posizionato al primo posto della classifica britannica degli album e della classifica irlandese degli album.

## Descrizione
Il titolo skinty fia significa "sia dannato il cervo",  ovvero un'imprecazione irlandese spesso usata dalla prozia del batterista Tom Coll. Oltre al titolo, anche la copertina del disco allude all'estinto alce irlandese, noto anche come cervo gigante.
Come dichiarato dal gruppo, i primi spunti per l'album hanno preso forma a Dublino, dove i Fontaines D.C. si sono riuniti nel 2020 in piena pandemia di COVID-19. Il resto del disco ha preso forma a Londra durante delle sessioni notturne.

## Promozione
L'album è stato annunciato il 12 gennaio 2022, in concomitanza con l'uscita del suo primo singolo Jackie Down the Line. Un secondo singolo, I Love You, è stato pubblicato il 17 febbraio 2022. Il 21 marzo è stata la volta dell'omonimo Skinty Fia, seguito il 19 aprile dall'ultimo estratto Roman Holiday.

## Accoglienza
Skinty Fia venne considerato il "disco dell'anno" dalla rivista italiana Rumore.

## Tracce
Testi di Grian Chatten, eccetto dove indicato, musiche dei Fontaines D.C..
1. In ár gCroíthe go deo – 5:59
2. Big Shot – 4:13 (testo: Carlos O'Connell)
3. How Cold Love Is – 3:24
4. Jackie Down the Line – 4:01
5. Bloomsday – 4:30
6. Roman Holiday – 4:28
7. The Couple Across the Way – 3:56
8. Skinty Fia – 3:55
9. I Love You – 5:05
10. Nabokov – 5:21

## Formazione
Hanno partecipato alle registrazioni, secondo le note di copertina:
Gruppo
- Grian Chatten – voce, tamburello, fisarmonica (traccia 7), chitarra a dodici corde
- Conor Deegan III – basso, cori (tracce 1-4, 6, 8 e 10), bozouki e zoobies (traccia 5), fischio (traccia 6), pianoforte (tracce 6, 7 e 10)
- Carlos O'Connell – chitarra, cori (tracce 1, 2, 4, 5 e 7), xilofono (traccia 2), chitarra a dodici corde (traccia 6), Clavinet (traccia 7), celesta (traccia 10)
- Conor Curley – chitarra, cori (tracce 1, 3, 4 e 8), chitarra a dodici corde (traccia 4)
- Tom Coll – batteria, percussioni, dampeners (traccia 2)

Altri musicisti
- Dan Carey – sintetizzatore, manipolazione sonora

Produzione
- Dan Carey – produzione, missaggio
- Alexis Smith – ingegneria del suono
- Christian Wright – mastering
- Aidan Cochrane – direzione artistica
- Carlos O'Connell – direzione artistica
- Filmawi – fotografia
- Rory Dewar – grafica
- Ashley Willerton – lettering